# Реактивно съпротивление
Реактивното съпротивление, наричано още реактанс (от френски: Réactance), е вид електрическо съпротивление, което представлява имагинерната част на комплексното съпротивление (импеданса). Подобно на активното съпротивление, реактансът е противопоставянето на елемент във веригата към изменение на тока или напрежението. Поражда се само в реактивни елементи (бобини, кондензатори, взаимоиндукционни четириполюсни елементи) и се дължи на техния капацитет или индуктивност. Електрическото поле се съпротивлява на промяната в напрежението, а магнитното поле се съпротивлява на промяната в тока.
Тъй като импедансът е сума от активното и реактивното съпротивления:
{\displaystyle Z=R+jX}

където:
{\displaystyle Z} е импедансът;

{\displaystyle R} е активното съпротивление;

{\displaystyle X} e реактивното съпротивление;

{\displaystyle j} е имагинерната единица.

Реактивното съпротивление на един елемент математически се изразява по следните начини:
- За капацитивен елемент: {\displaystyle X_{C}=-{\frac {1}{\omega C}}=-{\frac {1}{2\pi fC}}}
- За индуктивен елемент: {\displaystyle X_{L}=\omega L=2\pi fL}

където:
{\displaystyle X_{C}/X_{L}} е реактивното съпротивление на съответния елемент;

{\displaystyle \omega } е ъгловата честота (честотата {\displaystyle f} в херцове умножена по {\displaystyle 2\pi });

{\displaystyle C} е капацитетът;

{\displaystyle L} е индуктивността.

Оттук може да се изведе, че реактивното съпротивление на бобина и кондензатор, свързани последователно e:

{\displaystyle {X=X_{L}+X_{C}=\omega L-{\frac {1}{\omega C}}}}

За общото реактивно съпротивление {\displaystyle X} може да се каже, че:

- Ако {\displaystyle \scriptstyle X<0}, реактивното съпротивление е капацитивно;
- Ако {\displaystyle \scriptstyle X>0}, реактивното съпротивление е индуктивно;
- Ако {\displaystyle \scriptstyle X=0}, тогава импедансът е само резистивен (само активно съпротивление).